# Штепанек, Мартин (хоккеист)
Мартин Штепанек (чеш. Martin Štěpánek; 2 апреля 1971, Усти-над-Лабем, Чехословакия) — бывший чешский хоккеист, защитник. В составе сборной Чехии — чемпион мира 2000 года.

## Биография
Мартин Штепанек начал свою хоккейную карьеру в 1993 году, в клубе «Слован Усти-над-Лабем». За свою карьеру он сменил много команд, в основном играл на родине в чешской Экстралиге. В сборной Чехии Штепанек был в заявке на чемпионат мира 2000 года, где завоевал золотую медаль. Помимо этой победы он также был чемпионом финской хоккейной лиги 2004 года в составе клуба «Кярпят». Завершил карьеру в 2011 году, в команде чешской второй лиги «Дечин». После окончания игровой карьеры стал тренером. C 13 октября 2018 года занимает должность ассистента главного тренера в родном клубе «Усти-над-Лабем», который играет в первой чешской лиге.

## Достижения
- Чемпион мира 2000
- Чемпион Финляндии 2004

## Статистика
- Чемпионат Чехии — 358 игр, 70 очков (19+51)
- Чешская первая лига — 52 игры, 7 очков (2+5)
- Чешская вторая лига — 22 игры, 9 очков (2+7)
- Чемпионат Финляндии — 188 игр, 41 очко (8+33)
- Чемпионат Швейцарии — 91 игра, 27 очков (7+20)
- Сборная Чехии — 87 игр, 5 шайб[2]
- Чемпионат Италии — 63 игры, 12 очков (0+12)
- Чемпионат России — 25 игр, 7 очков (0+7)
- Чемпионат Швеции — 19 игр, 2 очка (1+1)
- Евролига — 5 игр
- Кубок Италии — 2 игры
- Всего за карьеру — 912 игр, 44 шайбы